# This Kiss
Pour la chanson de Faith Hill, voir This Kiss (chanson de Faith Hill).
Singles de Carly Rae Jepsen
Good Time
(2012) Tonight I'm Getting Over You
(2013)
This Kiss est une chanson de l'artiste canadienne Carly Rae Jepsen sortie le 10 septembre 2012. Le single sort sous les labels 604, Schoolboy et sous Interscope Records. 3e single extrait de l'album studio Kiss (2012), la chanson est écrite par Carly Rae Jepsen, Matthew Koma, Kelly Covell, Rob Danzen, Redfoo. This Kiss est produit par Matthew Koma.

## Format et liste des pistes
| 1. | This Kiss | 3:49 |

- Remixes

1. This Kiss (Digital Dog Radio Remix) — 4:15
2. This Kiss (Digital Dog Remix) — 6:25
3. This Kiss (DJ Kue Remix) — 6:22
4. This Kiss (Seamus Haji Dub Remix) — 6:51
5. This Kiss (Seamus Haji Radio Remix) — 3:37
6. This Kiss (Seamus Haji Remix) — 6:51

## Crédits et Personnels
- Chanteuse – Carly Rae Jepsen
- Producteurs – Matthew Koma
- Parolier – Carly Rae Jepsen, Matthew Koma, Kelly Covell, Rob Danzen, Redfoo
- Label : 604

## Classement hebdomadaire
| Classement (2012)                         | Meilleure position |
| ----------------------------------------- | ------------------ |
| Allemagne (Media Control AG)              | 72                 |
| Australie (ARIA)                          | 86                 |
| Belgique (Flandre Ultratip 100)           | 8                  |
| Belgique (Wallonie Ultratip 50)           | 14                 |
| Canada (Hot 100)                          | 23                 |
| Corée du Sud Singles international (Gaon) | 2                  |
| États-Unis (Hot 100)                      | 86                 |
| France (SNEP)                             | 152                |
| Japon (Billboard Japan Hot 100)<          | 65                 |
| Irlande (IRMA)                            | 64                 |
| Jogjakarta Singel Official Chart          | 1                  |
| Malaisie (Malaysia Muzik Official Chart)  | 1                  |
| Nouvelle-Zélande (RMNZ)                   | 39                 |
| Pays-Bas (Nederlandse Top 40)             | 28                 |
| Royaume-Uni (UK Singles Chart)            | 166                |
| États-Unis (Hot 100)[réf. nécessaire]     | 86                 |
| États-Unis (Pop Songs)                    | 37                 |

## Historique de sortie
| Pays        | Date              | Format                 | Label                                 |
| ----------- | ----------------- | ---------------------- | ------------------------------------- |
| Canada      | 10 septembre 2012 | Téléchargement digital | 604                                   |
| États-Unis  | 10 septembre 2012 | Téléchargement digital | Interscope                            |
| Taïwan      | 16 novembre 2012  | Téléchargement digital | Avex International                    |
| Malaisie    | 16 novembre 2012  | Téléchargement digital | Geffen Records, Universal Music Group |
| Royaume-Uni | 7 décembre 2012   | Téléchargement digital | Polydor Records                       |
| Indo-Jogja  | 9 décembre 2012   | Téléchargement digital | Universal/Mercury Records             |